# Senoculus cambridgei
Senoculus cambridgei is een spinnensoort uit de familie Senoculidae. De soort komt voor in Brazilië.